# Кубок Казахстана по футболу 2011
Кубок Казахстана по футболу 2011 года — 20-й розыгрыш национального Кубка, в котором приняли участие 30 клубов.
Финальный матч состоялся 13 ноября 2011 года на Центральном стадионе города Алма-Ата.
Победителем турнира впервые стал шымкентский «Ордабасы», обыгравший в финале костанайский «Тобол» со счётом 1:0. «Ордабасы» завоевал право на участие в Лиге Европы-2012/13.

## Первый этап
25 марта в Астане в офисе Федерации футбола Казахстана состоялась жеребьёвка первого этапа розыгрыша Кубка Казахстана 2011 года.
Победитель на данной стадии турнира определялся по результату одного матча. Матчи прошли 13 апреля на полях команд, указанных первыми.
Финалисты предыдущего розыгрыша Кубка — «Шахтер» (Караганда) и «Локомотив» (Астана) были освобождены от участия в первом этапе и вступили в борьбу с 1/8 финала.
| Команда                  | счёт                 | Команда                   |
| ------------------------ | -------------------- | ------------------------- |
| Акжайык (Уральск)        | 1:1 (д.в., пен. 4:3) | Актобе (Актобе)           |
| Сункар (Каскелен)        | 2:0                  | Восток (Усть-Каменогорск) |
| Иртыш (Павлодар)         | 2:0                  | Иле-Саулет (Отеген-Батыр) |
| Цесна (Алма-Ата)         | 0:5                  | Кайрат (Алма-Ата)         |
| ЦСКА (Алма-Ата)          | 1:1 (д.в., пен. 4:5) | Тобол (Костанай)          |
| Ак Булак (Талгар)        | 0:1                  | Тараз (Тараз)             |
| Кызылжар (Петропавловск) | 1:0                  | Экибастуз (Экибастуз)     |
| Булат-АМТ (Темиртау)     | 2:4                  | Гефест (Сарань)           |
| Астана (Астана)          | 0:2                  | Атырау (Атырау)           |
| Казахмыс (Сатпаев)       | 2:1                  | Спартак (Семей)           |
| Окжетпес (Кокшетау)      | 1:1 (д.в., пен. 5:4) | Жетысу (Талдыкорган)      |
| Тарлан (Шымкент)         | 3:0 (+:-)            | Лашын (Каратау)           |
| Актобе-Жас (Актобе)      | 1:8                  | Ордабасы (Шымкент)        |
| Каспий (Актау)           | 0:3                  | Кайсар (Кызылорда)        |

## 1/8 финала
Матчи 1/8 финала состоялись 20 апреля 2011 года.
| Команда                  | счёт                 | Команда             |
| ------------------------ | -------------------- | ------------------- |
| Ордабасы (Шымкент)       | 2:1                  | Кайсар (Кызылорда)  |
| Тараз (Тараз)            | 4:1                  | Акжайык (Уральск)   |
| Локомотив (Астана)       | 1:1 (д.в., пен. 2:4) | Кайрат (Алма-Ата)   |
| Тобол (Костанай)         | 3:2 (д.в.)           | Атырау (Атырау)     |
| Кызылжар (Петропавловск) | 2:5                  | Иртыш (Павлодар)    |
| Казахмыс (Сатпаев)       | 0:3                  | Шахтёр (Караганда)  |
| Гефест (Сарань)          | 0:1                  | Окжетпес (Кокшетау) |
| Тарлан (Шымкент)         | 0:1                  | Сункар (Каскелен)   |

## 1/4 финала
Матчи 1/4 финала состоялись 11 мая 2011 года.
| Команда            | счёт | Команда             |
| ------------------ | ---- | ------------------- |
| Тобол (Костанай)   | 1:0  | Кайрат (Алма-Ата)   |
| Иртыш (Павлодар)   | 1:0  | Окжетпес (Кокшетау) |
| Шахтёр (Караганда) | 2:4  | Тараз (Тараз)       |
| Сункар (Каскелен)  | 1:3  | Ордабасы (Шымкент)  |

## 1/2 финала
Первые матчи полуфиналов Кубка прошли 3 ноября, ответные — 8 ноября 2011 года. Первые матчи состоялись на полях команд, указанных первыми.
| Команда          | счёт | Команда            | 1-й матч | 2-й матч |
| ---------------- | ---- | ------------------ | -------- | -------- |
| Тараз (Тараз)    | 3:4  | Ордабасы (Шымкент) | 3:1      | 0:3      |
| Иртыш (Павлодар) | 3:4  | Тобол (Костанай)   | 1:1      | 2:3      |

## Финал
| 13 ноября 2011     | \| Ордабасы (Шымкент) \| 1:0 \| Тобол (Костанай) \| \| Мухтаров 40′ \| Голы \| \| | Центральный стадион Алма-Ата Зрителей: 8 500 Судья: Дузмамбетов (Усть-Каменогорск) |
| Ордабасы (Шымкент) | 1:0                                                                               | Тобол (Костанай)                                                                   |
| Мухтаров 40′       | Голы                                                                              |                                                                                    |

| Победитель Кубка Казахстана по футболу 2011 |
| ------------------------------------------- |
| Ордабасы (Шымкент) Первый титул             |